# 김솔지 (작가)
김솔지는 대한민국의 텔레비전 드라마 작가이다. 

## 주요 작품

### 드라마
- 2009년  MBC 수목 미니시리즈 《맨땅에 헤딩》 ... 집필
- 2012년  JTBC 월화 미니시리즈 《신드롬》 ... 집필
- 2022년  ENA 수목 미니시리즈 《얼어죽을 연애따위》 ... 집필

### 시트콤
- 2019년  tvN 금요시트콤 《쌉니다 천리마마트》 ... 집필